# دانيال ر. أندرسون
دانيال ر. أندرسون (بالإنجليزية: Daniel R. Anderson)‏ هو عالم نفس أمريكي، ولد في 1944.